# Amerikaanse 1 mei-stakingen van 2020
De Amerikaanse 1 mei-stakingen van 2020 waren een aantal kleinschalige werkstakingen en protestacties van werknemers met essentiële beroepen tijdens de coronacrisis van 2020, op 1 mei 2020. Er waren acties bij enkele van de grootste bedrijven, zoals Amazon, Instacart, Target, Walmart en Whole Foods. De werknemers protesteerden tegen het gebrek aan veiligheidsmaatregelen, werkloosheidsuitkeringen en een gevarentoeslag. De acties maakten deel uit van een golf van protesten, huurstakingen en werkstakingen tijdens de coronapandemie.